# Enorma shizhengliae
Enorma shizhengliae es una especie de bacteria grampositiva del género Enorma. Fue descrita en el año 2021. Su etimología hace referencia al profesor Zhengli Shi. Es anaerobia estricta e inmóvil. Tiene un tamaño de 0,5-0,9 μm de ancho por 1,6-2 μm de largo. Forma colonias blancas, pequeñas, circulares y con márgenes enteros en agar BHIB tras 48 horas de incubación. Temperatura de crecimiento entre 35-45 °C, óptima de 35-37 °C. Catalasa y oxidasa negativas. Tiene un contenido de G+C de 61,7%. Se ha aislado de las heces de una mujer sana en la provincia de Qinghai, China.